# 中国农业大学出版社
中国农业大学出版社是中华人民共和国的一家出版社，成立于1985年，社址位于北京市，由中华人民共和国教育部主管、中国农业大学主办。